# Воскресенка (Конотопський район)
Воскресе́нка (в минулому — Гамаліївка) — село в Україні, у Конотопському районі Сумської області. Населення становить 950 осіб. До 2020 орган місцевого самоврядування — Воскресенська сільська рада.

## Географія
Село Воскресенка розташоване на березі річки Куриця, вище за течією в 2 км — зняте з обліку 2000 року с. Могильчине, примикає село Успенка, нижче за течією на відстані 2.5 км розташоване село Миколаївка
На річці велика загата.

## Історія
- За даними на 1862 рік у власницькому селі Гамаліївка Путивльського повіту Курської губернії мешкало 1668 осіб (822 чоловіків та 846 жінок), налічувалось 170 дворових господарства, існувала православна церква[1].
- Станом на 1880 рік у колишньому власницькому селі Миколаївської волості мешкало 1646 осіб, налічувалось 255 дворових господарств, існувала православна церква та 47 вітряних млинів[2].
- Село постраждало внаслідок геноциду українського народу, проведеного урядом СССР 1932—1933 та 1946–1947 роках, встановлено смерті не менше 37 людей[3].
- 12 червня 2020 року, відповідно до розпорядження Кабінету Міністрів України № 723-р «Про визначення адміністративних центрів та затвердження територій територіальних громад Сумської області», село увійшло до складу Буринської міської громади[4].
- 19 липня 2020 року, в результаті адміністративно-територіальної реформи та ліквідації Буринського району, увійшло до складу новоутвореного Конотопського району[5].

## Населення
Згідно з переписом УРСР 1989 року чисельність наявного населення села становила 1165 осіб, з яких 516 чоловіків та 649 жінок.
За переписом населення України 2001 року в селі мешкало 938 осіб.

### Мова
Розподіл населення за рідною мовою за даними перепису 2001 року:
| Мова       | Відсоток |
| ---------- | -------- |
| українська | 99,16 %  |
| російська  | 0,84 %   |

## Економіка
- Свино-товарна ферма.
- Вівце ферма.
- «Воскресенка», ТОВ.

## Соціальна сфера
- Ліцей з дошкільним підрозділом

## Відомі особистості
В поселенні народились:
- Бабич Микола Миколайович — український військовик, учасник російсько-української війни[9].
- Головенський Сергій Іванович — український військовик, учасник російсько-української війни[10].
- Осадчий Олексій Антонович (1914—1944) — радянський військовий.
- Осіпов Микола Іванович — український військовик, учасник російсько-української війни[11].
- Резніченко Яків Терентійович (1914—1969) — радянський військовий.